# ماساکاتسو شیباساکی
ماساکاتسو شیباساکی (انگلیسی: Masakatsu Shibasaki؛ زادهٔ ۲۵ ژانویهٔ ۱۹۴۷) شیمیدان اهل ژاپن است. کاتالیزور شیباساکی نخستین بار توسط گروه تحقیقاتی وی معرفی شد.
وی همچنین برندهٔ جوایزی همچون جایزه ریوجی نویوری شده‌است.